# خوان بورخوئنو
خوان بورخوئنو (انگلیسی: Juan Burgueño; ۴ فوریهٔ ۱۹۲۳ – ۲۱ سپتامبر ۱۹۹۷) بازیکن فوتبال اهل اروگوئه بود.
از باشگاه‌هایی که در آن بازی کرده‌است می‌توان به باشگاه فوتبال دانوبیو، تیم ملی فوتبال اروگوئه، و تیم ملی فوتبال اروگوئه، اشاره کرد.
وی همچنین در تیم ملی فوتبال Uruguay بازی کرده‌است.